# Стамбено-трговачка кућа у улици Светозара Марковића бр. 67
Стамбено-трговачка кућа у улици Светозара Марковића бр. 67, позната и као Кућа трговца Тодора Тасића Зеца је објекат који се налази у Лесковцу, а направљен је 1935. године. Представља непокретно културно добро као споменик културе Србије.

## Опште информације
Објекат је направљен 1935. године најамнo стамбено – трговачки грађевински објекат. Висина куће је једнака ширини улице, што је у време градње био услов. Уз источни зид налази се гвоздена ограда са капијом која води до стамбеног улаза у куће, односно води до степеништа за спратове.
У пословни простор у приземљу, улази се са тротоара. Приземље је обложено вештачким каменом. У самој архитектури је наглашена масивност са геометријским формама и симетрично решеном уличном фасадом. Стилски, ова зграда је пример „раног модернизма“ у архитектури, када су почела да слабе до тада устаљена академска схватања.